# Ťing-nan
Stát Ťing-nan (čínsky pchin-jinem Jīngnán, znaky zjednodušené 荆南, tradiční 荊南), také jako Nan-pching (čínsky pchin-jinem Nánpíng, znaky 南平) byl v letech 924–963 jeden z jihočínských států období Pěti dynastií a deseti říší. Rozkládal se v centrální části moderní provincie Chu-pej na středním toku Jang-c’-ťiang. Vznikl roku 924, když Kao Ťi-sing, ovládající zmíněný region, obdržel od císaře říše Pozdní Tchang titul krále Nan-pchingu. Stát byl relativně malý a slabý, byl však důležitým střediskem obchodu mezi severní a jižní Čínou. Kao Ťi-singovi potomci vládli Ťing-nanu/Nan-pchingu do roku 963, kdy jejich zemi zabrala severočínská říše Sung v rámci sjednocování Číny.

## Historie
Ke konci říše Tchang autorita její vlády klesala a povstání Chuang Čchaoa v letech 874–884 ještě více oslabilo moc ústředních úřadů. V následujících desetiletích regionální vojenští guvernéři ťie-tu-š’ spravovali svěřená území prakticky nezávisle. Region na středním toku Jang-c’-ťiang sestávající ze tří krajů čou s centrem v Ťiang-lingu, dříve Jižnímu hlavnímu městu (Nan-tu) říše Tchang, ovládal Kao Ťi-sing, jmenovaný Ču Wenem (který roku 907 sesadil posledního tchangského panovníka a stal se císařem nově vzniklé říše Pozdní Liang) ťie-tu-š’ Ťing-nanu. Roku 913 obdržel navíc titul knížete z Po-chaj (Po-chaj wang, (渤海王).
Kao Ťi-sing vesměs zůstával loajální vůči říši Pozdní Liang. Roku 923 ji nahradila říše Pozdní Tchang. Její vláda si ho chtěla zavázat a roku 924 mu udělila titul krále Nan-pchingu (南平王, Nan-pching wang), nadále vládl prakticky nezávisle, byť on i jeho potomci formálně uznávali nadřazenost severočínských říší. V souvislosti s dobytím západněji položeného Raného Šu říší Pozdní Tchang připojil Kao Ťi-sing ke své doméně ještě dva kraje a později další tři. I tak však Ťing-nan zůstával malým a slabým státem. Těžil však ze své polohy na obchodní trase mezi severní a jižní Čínou, obchodní daně tak tvořily významnou část příjmů ťingnanských vládců.
Po Kao Ťi-singově úmrtí roku 929 Ťing-nanu vládl jeho potomci do roku 963, kdy jejich zemi snadno dobyla říše Sung v rámci prvního z tažení za sjednocení Číny.

## Panovníci
| Jméno                | Jméno    | Jméno                                              | Portrét | Narození Úmrtí | Vláda   | Poznámka          |
| posmrtné             | chrámové | příjmení a osobní jméno                            | Portrét | Narození Úmrtí | Vláda   | Poznámka          |
| -------------------- | -------- | -------------------------------------------------- | ------- | -------------- | ------- | ----------------- |
| Wu-sin-wang 武信王   | –        | Kao Ťi-sing (高季興) do 923 Kao Ťi-čchang (高季昌) |         | 858–929        | 924–929 | –                 |
| Wen-sien-wang 文獻王 | –        | Kao Cchung-chuej 高從誨                            |         | 891–948        | 929–948 | syn předešlého    |
| Čen-i-wang 貞懿王    | –        | Kao Pao-žung 高保融                                |         | 920–960        | 948–960 | syn předešlého    |
| Čen-an-wang 贞安王   | –        | Kao Pao-sü 高保勗                                  |         | 924–962        | 960–962 | bratr předešlého  |
| Te-žen-wang 德仁王   | –        | Kao Ťi-čchung 高繼沖                               |         | 943–973        | 962–963 | syn Kao Pao-žunga |